# Montefortino
Montefortino är en ort och kommun i provinsen Fermo i regionen Marche i Italien. Kommunen hade 1 123 invånare (2018).